# Ла Монне
«Ла Монне́» (фр. La Monnaie, официальное название — Театр руаяль де ла Монне (фр. Théâtre Royal de la Monnaie) или «Конинклейке Мюнтсхаубюрг» (нидерл. Koninklijke Muntschouwburg), буквально — Королевский театр монетного двора), также Де Мюнт , нидерл. De Munt — монета) — Королевский оперный театр в Брюсселе, основанный в 1700 году. Получил своё название от монетного двора, разрушенного войсками французского короля Людовика XV, на месте которого был построен. 
Сыграл особую роль в политической истории Бельгии: с его сцены 25 августа 1830 года, на день рождения короля Нидерландов Вильгельма I, во время действия оперы Даниэля Обера «Немая из Портичи», при исполнении арии Мазаньелло прозвучал лозунг-клич Aux armes! Aux armes! (К оружию! Всем к оружию!), ставший катализатором Бельгийской революции, закончившейся провозглашением независимости Бельгии.

## Здание
Первое здание Оперы было возведено около 1700 года венецианскими архитекторами Паоло и Пьетро Бецци, приглашёнными итальянским музыкантом и финансистом Джио-Паоло Бомбарда. В XVIII столетии здание считалось одним из красивейших театров Европы. Спустя 80 лет брюссельские власти приняли решение реконструировать и расширить старый театр, однако новое здание было построено за старой Оперой лишь в 1818 году (открыто в 1819). Этот зрительный зал был уничтожен пожаром, после чего в 1855 году архитектором Жозефом Пулартом было возведено нынешнее здание. Новый зрительный зал был рассчитан на 1150 мест, а также 250 сидячих мест в фойе театра.

## Труппа

### Балет

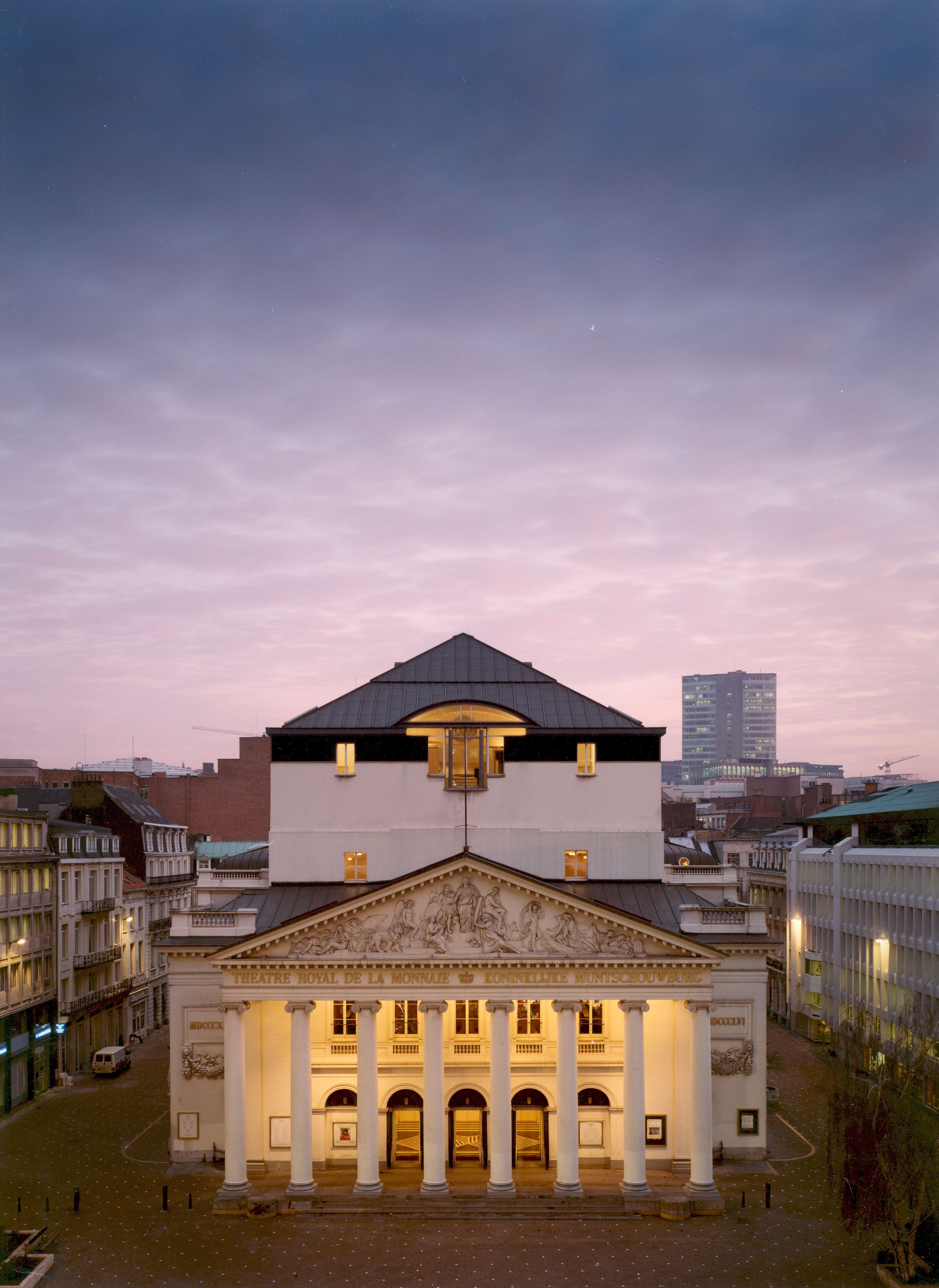
Здание театра ночью

В «Ла Монне» сделали свои первые театральные шаги Мари-Анн де Камарго, впервые вышедшая на сцену здесь в 1720 году в десятилетнем возрасте, и Мариус Петипа, дебютировавший здесь в 1827 году в отцовской постановке «Дансомании» в девятилетнем возрасте. 
Начиная с последнего десятилетия XVIII века театр долгое время не имел своей балетной труппы. В 1815 и 1818 годах на его сцене гастролировали артисты парижского театра «Порт-Сен-Мартен», в числе которых был и будущий балетмейстер «Ла Монне» Жан-Антуан Петипа. Собственная небольшая балетная труппа была основана директором и главным балетмейстером театра Эженом Гюсом всего за два года до приглашения сюда Петипа-отца в 1819 году. Основу её репертуара составляли балеты Жана Доберваля. В период Петипа, проработавшего здесь 12 лет, в репертуар вошли такие популярные парижские балеты, как «Нина, или Сумасшедшая от любви» (1813), «Венецианский карнавал» (1816), «Клари, или Обещание жениться» (1820) Луи Милона, «Марс и Венера, или Сети Вулкана» (1809, возобновление — 1826) Жан-Батиста Блаша и другие. В сезоне 1828—1829 годов балетный репертуар насчитывал уже свыше тридцати названий. 
С началом революции в 1830 году театр закрылся, его сотрудники вынуждены были искать себе работу в других местах. Когда ситуация успокоилась, вернувшийся в Брюссель Петипа-отец в честь победы революционных сил поставил проникнутый патриотическим духом балет в шести картинах «23, 24, 25 и 26 сентября» — дни ожесточённых боёв бельгийцев с нидерландской армией, вошедшей в Брюссель 23 сентября и отступившей 27-го. Премьера состоялась 4 января 1831 года и стала последней работой Петипа для этой труппы. В 1833 году ему было предложено вернуться на должность балетмейстера, однако дальнейшему сотрудничеству помешало соперничество с итальянским балетмейстером Бартоломини. 
Начиная с 1960 года «Ла Монне» стал основной сценой для Мориса Бежара и его «Балета XX века» — именно здесь прошли многие важнейшие премьеры балетмейстера. В 1987 году Бежар покинул «Ла Монне» и переехал в Лозанну, где основал новую труппу, а затем и новую балетную школу при ней.

### Опера
Важным периодом в истории театра является период, когда им руководил Жерар Мортье (с 1982 по 1992 год). 
С августа 2007 года директором оперы «Ла-Монне» является Питер де Калюве, в прошлом — директор Нидерландской национальной оперы в Амстердаме. Музыкальный руководитель — японский дирижёр Казуси Оно.

## Руководство
См. Список директоров и балетмейстеров Театра «Ла Монне»